# A.S.D. Selargius Calcio
Associazione Sportiva Dilettantistica Selargius Calcio là một câu lạc bộ bóng đá Ý, có trụ sở tại Selargius, Sardinia.

## Lịch sử
Câu lạc bộ được thành lập vào năm 1965.
Vào cuối mùa giải 1989-90, đội đã thăng hạng lịch sử lên Serie D, nơi đội  đã chơi trong mười một mùa liên tiếp.
Vào cuối mùa giải 2000-01, nó đã bị rớt xuống Eccellenza, nơi nó ở lại thi đấu ổn định cho đến mùa giải 2008-09, khi Selargius giành chiến thắng trong trận play-off quốc gia trở lại Serie D. 

## Màu sắc và huy hiệu
Màu của đội là trắng và đỏ.

## Sân vận động
Câu lạc bộ chơi các trận đấu trên sân nhà của mình trong Stadio Generale Virgilio Porcu với 1.200 chỗ ngồi trong thành phố.